# Dallara
A Dallara é uma empresa construtora de carros de competição, fundada em 1972, em Varano de' Melegari, na Província de Parma, Itália, por Gian Paolo Dallara.
Além de fabricar carros para as categorias menores, participou da Fórmula 1 nas temporadas de 1988 até 1992, produzindo os carros da Scuderia Italia. Em 1998 fabricou carros experimentais de Fórmula 1 para a equipe Honda. Em 2010, retorna à Fórmula 1, fabricando os carros da Hispania Racing Team (ex-Campos Meta).
A Dallara voltou a se envolver com a Fórmula 1 após participar da construção dos chassis da equipe Haas F1 Team que estreou na categoria máxima do automobilismo mundial em 2016.

## Fórmula 1

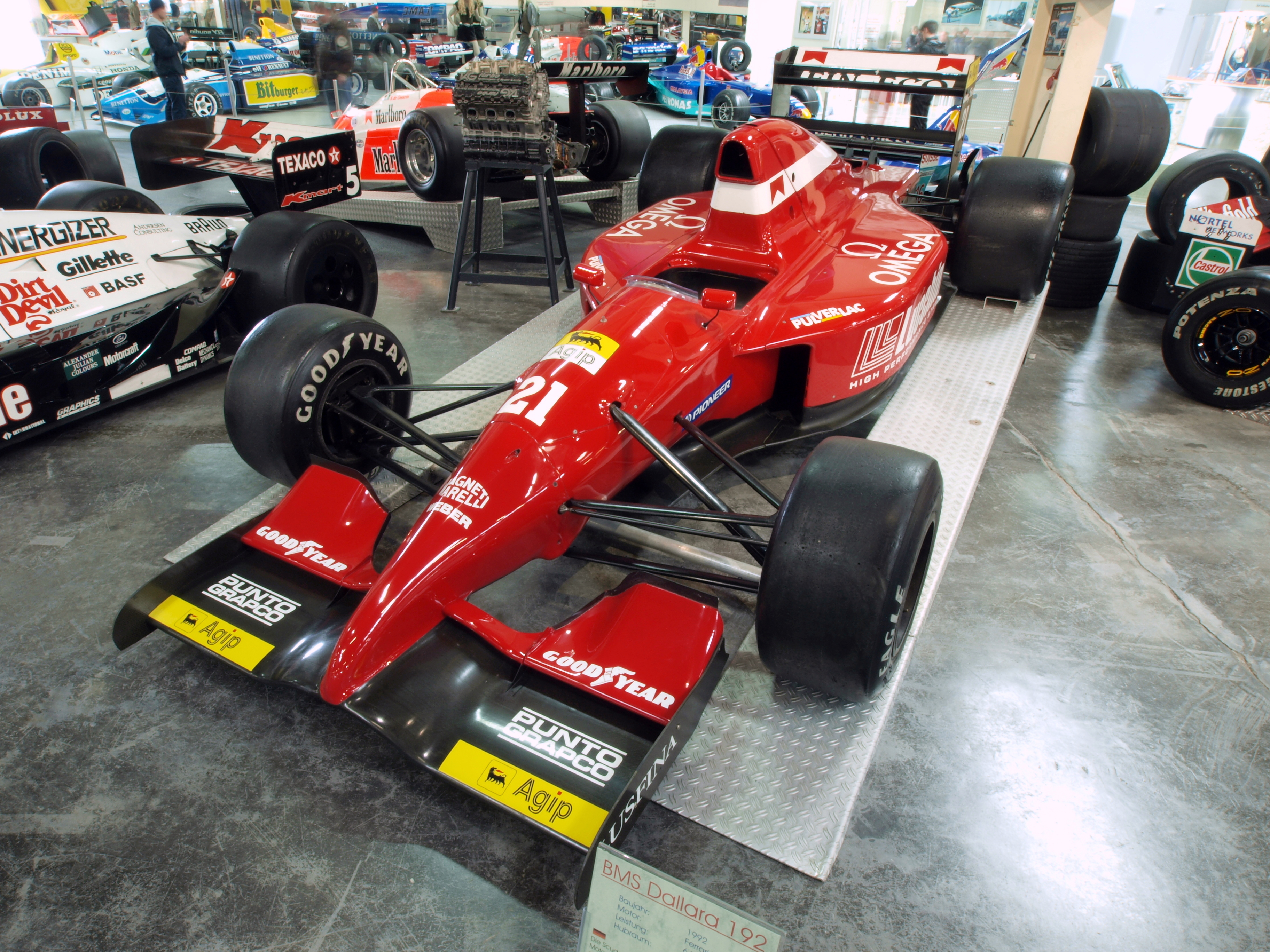
Dallara F1 1992

### A estreia
Entrou na Fórmula 1 em 1988, com um modelo muito simples, e com um piloto não muito experiente no acerto de seus carros, o italiano Alex Caffi, que já havia corrido pela Osella Corse. Ele surpreendeu e conseguiu se classificar em nove provas, mas destas nove, terminou apenas uma. Para 1989, a Dallara veio com uma melhor estrutura de seus carros, e com o experiente Andrea De Cesaris ao volante. Resultados não faltaram (como o terceiro lugar de Andrea De Cesaris no Grande Prêmio do Canadá e o quarto lugar de Alex Caffi, no Grande Prêmio de Mônaco) e o carro teve uma significativa melhora com relação a 1988.

### Declínio
Mas, em 1990, seu avanço caiu muito. Mesmo com um carro muito bom, o italiano Emanuele Pirro e De Cesaris não conseguiram nenhum ponto para a escuderia. Em 1991, a equipe trocou os motores Cosworth pelos fracos Judd, e trouxe Jyrki Järvilehto (ex-Onyx) para lá, mas os resultados não apareceram, com exceção de um terceiro lugar de Lehto e um sexto lugar conquistado por Pirro.

### O fim da Dallara
Em 1992, a Ferrari cedeu motores a seus carros, que não demonstraram nenhuma melhora nas mãos de Lehto e de Pierluigi Martini. Com o encerramento da temporada de 1992, Beppe Luchini encerrou seus contatos com Gian Paolo Dallara, e isto marcou o término da trajetória da Dallara na Fórmula 1. Em sua última temporada, a equipe marcou apenas dois pontos no mundial de construtores, terminando na décima posição. Os pontos foram marcados por Pierluigi Martini, com os dois sextos lugares, nos Grande Prêmios da Espanha e de San Marino.

## Pilotos da Equipe
- Alex Caffi: piloto italiano, disputou as Temporadas de 1988 e 1989, conseguindo como melhor colocação o 4º lugar no GP de Mônaco em 1989. Encerrou sua carreira na F1 no GP da Austrália em 1991, pela equipe Footwork;
- Andrea De Cesaris: também italiano, disputou as Temporadas de 1989 e 1990, onde conseguiu como melhor colocação o 3º lugar no GP do Canadá de 1989. Sua última participação na F1 foi pela equipe Sauber, no GP da Europa de 1994;
- Emanuele Pirro: outro italiano, disputou as Temporadas de 1990 e 1991, conseguindo como melhor colocação o 6º lugar no GP  de Mônaco de 1991. Encerrou sua carreira na F1 no GP da Austrália no mesmo ano, pela mesma equipe;
- Gianni Morbidelli: disputou apenas os dois primeiros GPS em 1990 (nos EUA não se classificou para o grid e no Brasil chegou em 14º), tendo passagem rápida pela equipe, sendo substituído por Emanuele Pirro;
- J.J. Letho: único piloto não italiano da equipe, disputou as Temporadas de 1991 e 1992. Seu melhor resultado foi um 3º lugar no GP de San Marino em 1991;
- Pierluigi Martini: disputou a última temporada da equipe na F1 em 1992, conseguindo como melhor resultado dois 6º lugares nos GPS da Espanha e de San Marino.

## Outras categorias

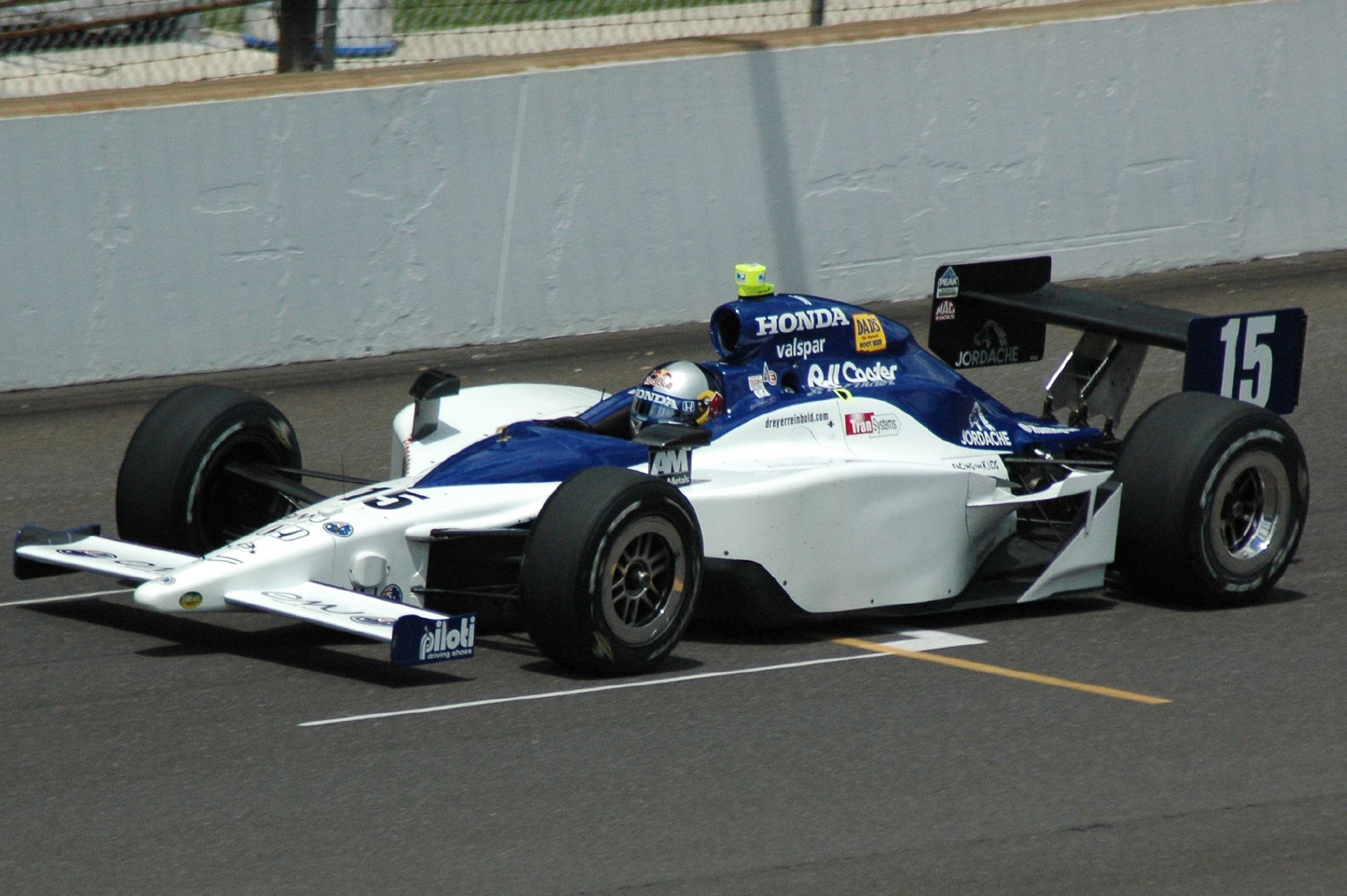
Carro da Dallara na IndyCar Series.

Após sair da F-1, a Dallara projetou e construiu também protótipos para várias corridas, entre elas as 24 Horas de Le Mans.
Desde 1997, fornece monopostos para equipes que disputam a Indy Racing League/IndyCar Series. Fornece também monopostos para o Campeonato de Fórmula 2 da FIA e o Campeonato de Fórmula 3 da FIA.